# ريكو موريياسو
ريكو موريياسو (باليابانية: 守安陸) هو لاعب كرة قدم ياباني في مركز الدفاع، ولد في 21 يونيو 1995 في أوساكا في اليابان. لعب مع نادي ألبيريكس نيغاتا.

## وصلات خارجية
- ريكو موريياسو على موقع قاعدة بيانات كرة القدم.إي يو (الإنجليزية)
- ريكو موريياسو على موقع Soccerway.com (الإنجليزية)